# Threepoint Mountain
Threepoint Mountain är ett berg i Kanada.   Det ligger i provinsen Alberta, i den centrala delen av landet, 2 900 km väster om huvudstaden Ottawa. Toppen på Threepoint Mountain är 2 548 meter över havet, eller 414 meter över den omgivande terrängen. Bredden vid basen är 4,2 km.
Terrängen runt Threepoint Mountain är kuperad åt sydost, men åt nordväst är den bergig. Trakten runt Threepoint Mountain är nära nog obefolkad, med mindre än två invånare per kvadratkilometer.. Det finns inga samhällen i närheten. 
I omgivningarna runt Threepoint Mountain växer i huvudsak barrskog.